# Bożena Nowakowska
Bożena Nowakowska (Varsovia, Polonia, 21 de marzo de 1955) es una atleta polaca retirada especializada en la prueba de 60 m vallas, en la que consiguió ser medallista de bronce europea en pista cubierta en 1976.

## Carrera deportiva
En el Campeonato Europeo de Atletismo en Pista Cubierta de 1976 ganó la medalla de bronce en los 60 m vallas, con un tiempo de 8014 segundos, tras su paisana polaca Grażyna Rabsztyn  (oro con 7.96 segundos) y la soviética Natalya Lebedeva.